# StepManiaX
『StepManiaX』（ステップマニアックス）とは、Step Revolutionによって開発および公開された音楽ゲーム。2017年7月10日に海外向けに稼働開始。
2020年3月より日本語対応アップデートが配信されている。2023年3月現在、日本ではWorld Game Circusで稼働している。

## 概要
今作を手掛けるStep Revolutionは、かつて展開されていたIn The GrooveシリーズやPump It Up Proシリーズの開発者によって設立されたスタジオであり、今作はそれらの精神的続編の位置づけとなる。同社はかつてタッチ式の音楽ゲーム『Re-Rave』をアーケード、スマホ向けに展開を行っていた。
今作ではオープンソースである StepManiaの名前を使用しており、StepManiaの開発者の多くがこの作品に関わっていた。StepManiaX は、StepManiaから派生したもので、新しいゲーム タイプ、ライト、タッチ サポート、接続、および専用ユニットが実行されるカスタム Android オペレーティング システムとハードウェアをサポートするための変更が加えられている。

## 遊び方
Dance Dance Revolutionとは違い、上、下、左、右、に加え、中央の方向パッドと同様に配置された、同じサイズの 5 つの入力を使用している。
プレーヤーは、使用するパネルの数と表示される譜面難易度の組み合わせとなる以下の7つの異なる難易度から選択する。難易度とは別に、パターンの視覚的な外観や表示速度、背景の明るさの変更など、好みのプレイスタイルに合わせてカスタマイズすることができる。
| モード   | フォーマット | パネル数 | レベル |
| -------- | ------------ | -------- | ------ |
| BEGINNER | Single       | 3        | 1-6    |
| EASY     | Single       | 5        | 6-13   |
| HARD     | Single       | 5        | 13-20  |
| WILD     | Single       | 5        | 19-27  |
| DUAL     | Double       | 6        | 2-23   |
| FULL     | Double       | 10       | 7-28   |
| TEAM     | Double       | 10       | 9-28   |

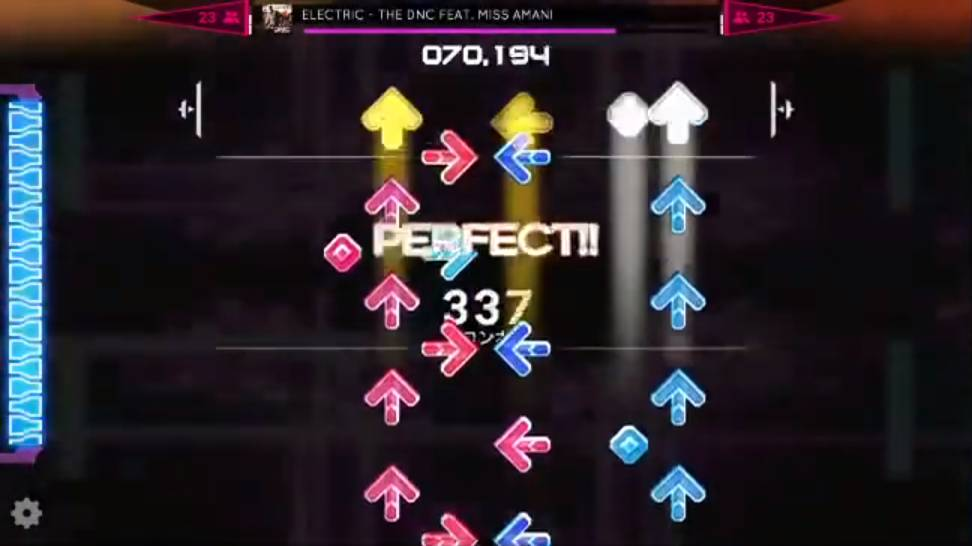
TEAMモードのプレイ画面。一人が赤の譜面を、もう一人が青の譜面を踏むように設計されている。

Singleフォーマットのうち、BEGINNERは、初心者またはフリースタイル向けに、左、中央、右の3つのパネルを使用するモードである。EASYは上下のパネルを追加した5つのパネルでプレイする。HARDは拍数が異なる色違いのノーツが登場し、表示されている時間は押してはいけないPitなどの上級者向けの複雑なノーツが出現することがある。WILDはさらにレベルが上がり、前述の複雑なノーツも出現頻度が上がる。
DoubleフォーマットはSingleフォーマットのようなレベル幅は設定されていない。DUALは、BEGINNERを拡張したようなモードで、両サイドの左、中央、右の6枚のパネルを使用する。FULLは筐体上の10枚のパネルをすべて使用する。TEAMもFULL同様10枚のパネルを使用するが、2人協力プレイ向けのモードである。体力ゲージとスコアは共有となり、表示されるノーツの色で踏むべきノーツが分けられている。